# Oskar Büchner (Fußballspieler)
Oskar Büchner (* 17. Mai 1912; † unbekannt) war ein deutscher Fußballspieler und -trainer, der unter anderem in den frühen 1950er Jahren in der DDR-Oberliga die BSG Motor/Wismut Gera betreute.

## Sportliche Laufbahn
Nach dem Ende des Zweiten Weltkriegs half Oskar Büchner mit, den Fußballsport im thüringischen Lauscha neu zu beleben. Mit der SG Lauscha stieg er von der Kreisklasse bis in die zweitklassige DS-Liga auf. 1950 erreichte die SG Lauscha das Endspiel um den DS-Pokal, das sie mit Büchner als linken Verteidiger mit 1:0 über Vorwärts Wismar gewann. In der Saison 1950/51 bestritt Büchner im Alter von 38 Jahren für die SG Lauscha noch sechs Punktspiele in der DS-Liga. Danach beendete er seine Laufbahn als Fußballspieler.
Nach dem 8. Spieltag der Saison 1951/52 übernahm Büchner von Walter Gloede das Traineramt der Oberligamannschaft von Motor Gera, die er bis zum Saisonende auf einen sicheren Nichtabstiegsplatz führte. In der folgenden Spielzeit 1952/53 konnte er die Mannschaft, die acht Spieltage vor Saisonschluss zur BSG Wismut Gera wechseln musste, nicht vor dem Abstieg bewahren. Im Sommer 1953 wurde er von Manfred Fuchs abgelöst.
Nach längerer Abstinenz vom höherklassigen Fußball trainierte er in der Saison 1972/73 den ehemaligen Oberligisten Motor Steinach, der seit sechs Jahren in der DDR-Liga spielte. Nach zuletzt einem mäßigen neunten Platz konnte Büchner die Mannschaft nur geringfügig auf Platz acht verbessern und musste zum Saisonende den Trainerposten wieder aufgeben. Mit 61 Jahren kehrte er nicht mehr in den höherklassigen Fußball zurück.